# Austrobryonia
Austrobryonia es un género  de plantas trepadoras perennes de la familia de las Cucurbitáceas.

## Taxonomía
El género fue descrito por Hermann Schaefer y publicado en Systematic Botany 33: 126. 2008.

## Especies aceptadas
A continuación se brinda un listado de las especies del género Austrobryonia aceptadas hasta noviembre de 2014, ordenadas alfabéticamente. Para cada una se indica el nombre binomial seguido del autor, abreviado según las convenciones y usos.	
- Austrobryonia argillicola I.Telford
- Austrobryonia centralis I.Telford
- Austrobryonia micrantha (F.Muell.) I.Telford
- Austrobryonia pilbarensis I.Telford